# Lipuš
Lipuš je priimek več znanih Slovencev:
- Amanda Lipuš, pevka zabavna glasbe (Oplotnica)
- Cvetka Lipuš (*1966), pesnica
- Gabriel Lipuš (*1965), pevec tenorist, pevski pedagog in skladatelj
- Dolores Lipuš (*1968), pevka zabavne glasbe
- Florjan Lipuš (*1937), pisatelj in prevajalec
- Lucija Črepinšek Lipuš, fizičarka?, doc. FS UM
- Marko Lipuš (*1974), fotograf, vizualni umetnik